# Cherry Fork
Cherry Fork és una població dels Estats Units a l'estat d'Ohio. Segons el cens del 2000 tenia 127 habitants.

## Demografia
Segons el cens del 2000, Cherry Fork tenia 127 habitants, 48 habitatges, i 36 famílies. La densitat de població era de 408,6 habitants per km².
Dels 48 habitatges en un 37,5% hi vivien nens de menys de 18 anys, en un 45,8% hi vivien parelles casades, en un 18,8% dones solteres, i en un 25% no eren unitats familiars. En el 22,9% dels habitatges hi vivien persones soles el 6,3% de les quals corresponia a persones de 65 anys o més que vivien soles. El nombre mitjà de persones vivint en cada habitatge era de 2,65 i el nombre mitjà de persones que vivien en cada família era de 3.
Per edats la població es repartia de la següent manera: un 31,5% tenia menys de 18 anys, un 9,4% entre 18 i 24, un 32,3% entre 25 i 44, un 19,7% de 45 a 60 i un 7,1% 65 anys o més.
L'edat mediana era de 28 anys. Per cada 100 dones de 18 o més anys hi havia 85,1 homes.
La renda mediana per habitatge era de 24.821 $ i la renda mediana per família de 24.821 $. Els homes tenien una renda mediana de 23.750 $ mentre que les dones 26.250 $. La renda per capita de la població era de 10.568 $. Aproximadament el 23,3% de les famílies i el 26,7% de la població estaven per davall del llindar de pobresa.

## Poblacions més properes
El següent diagrama mostra les poblacions més properes.